# Triphleba luteifemorata
Triphleba luteifemorata är en tvåvingeart som först beskrevs av Wood 1906.  Triphleba luteifemorata ingår i släktet Triphleba och familjen puckelflugor. Arten har ej påträffats i Sverige. Inga underarter finns listade i Catalogue of Life.